# Архиерей
Архиерей (на гръцки: αρχι – главен, старши; на гръцки: ἱερεύς – свещеник) е обобщаващо название за свещенослужители от третата, най-висшата степен в православната йерархия на църковните санове.
Архиереят задължително е монах, (спада към черното духовество с обет за безбрачие или целибат). Титлата Архиерей може да се отнесе до епископ, архиепископ, митрополит, екзарх, патриарх.
Само архиереят има право да ръкополага дякони, свещеници и нови епископи.
Архиереят ръководи духовната дейност в своята епархия и в негово подчинение се намират членовете на църквата, свещенослужителите с по-нисък сан, духовните учреждения и учебни заведения (семинария) и намиращите се на територията на епархията манастири.

## Употреба
- В езическите религии в значението на върховен жрец
- В Септуагинта (гръцкият превод на Библията) – висш представител на старозаветното свещенство (Левит 3:4)
- В Рим – Pontifex maximus
- В Новия завет Исус Христос е наречен "архиерей по чина Мелхиседеков" (Евр. 4:14)
- В съвременното православие – отнася се до висшата степен на духовенството (епископат)
- В католическата и протестантската църква съответства „прелат“ (praelatus)